# Bengt-Arne Wickström
Bengt-Arne Wickström (* 6. April 1948 in Borgsjö, Schweden) ist ein schwedischer Finanzwissenschaftler und Wissenschaftsmanager, der seit 2014 als Herder- und seit 2016 als Gastprofessor an der Andrássy-Universität Budapest tätig ist. Er lehrte von 1992 bis zum Versetzen in den Ruhestand 2013 als Professor für Volkswirtschaftslehre an der Humboldt-Universität zu Berlin und leitete dort das Institut für Finanzwissenschaft der Wirtschaftswissenschaftlichen Fakultät, an deren Aufbau er wesentlich mitgewirkt hat. Wickström verband seine Lehrtätigkeit mit Verwaltungs- und wissenschaftsorganisatorischer Arbeit, mit Forschungs- und Publikationstätigkeit in seinen Schwerpunktbereichen Public Choice-Theorie, Bevölkerungsökonomie, Wohlfahrtstheorie, Theorie der Alterssicherung sowie "Ökonomie und Sprache". Im Zusammenhang damit engagiert er sich in der Gesellschaft für Interlinguistik und der internationalen Esperanto-Sprachgemeinschaft.

## Ausbildung
Bengt-Arne Wickström machte sein Abitur 1967 an einem berühmten Internatsgymnasium in Sigtuna bei Stockholm.
1969 schloss er ein Studium der Physik und der Mathematik am Bowdoin College in Brunswick im US-Bundesstaat Maine als Bachelor of Arts ab. Sodann ging er in den Bundesstaat New York, setzte sein Physikstudium an der Stony-Brook-Universität fort und schloss es 1970 als Master of Arts ab.
Anschließend studierte er an derselben Universität Volkswirtschaftslehre. Seinen zweiten Mastertitel erreichte er 1973 und promovierte 1975 über Ein Wirtschaftssystem mit veränderlichen Präferenzen (englisch An economic system with changeable preferences) zum Doctor of Philosophy.

## Lehr- und Forschungstätigkeit
Nach einem Jahr als Lehrbeauftragter an der Northwestern University in Evanston (Illinois) ging Bengt-Arne Wickström 1976 als Professor an die renommierte Norwegische Wirtschaftshochschule (NHH) in Bergen. In dieser Stadt blieb er bis 1988 hauptberuflich und von 1988 bis 1992 nebenberuflich tätig, allerdings mit Unterbrechungen durch Forschungsaufenthalte an der Universität Mannheim (Alexander-von-Humboldt-Forschungsstipendium). 1986 wechselte er von der NHH an die Universität Bergen.
Ab 1988 lehrte er als ordentlicher Professor an der Johannes Kepler Universität Linz, Österreich. 1992 nahm er einen Ruf auf den Lehrstuhl für Finanzwissenschaft an der Wirtschaftswissenschaftlichen Fakultät der Humboldt-Universität zu Berlin an, den er bis zur Versetzung in den Ruhestand 2013 innehatte.
Seit 2003 ist er außerdem Lehrbeauftragter an der Universität Lucian Blaga Sibiu, Rumänien und seit 2007 auch Honorarprofessor der Universidad de La Habana, Kuba.
Zu seinen Lehrgebieten gehören außer der allgemeinen Finanzwissenschaft die Wohlfahrtstheorie, die Theorie der Alterssicherung sowie der Bereich "Ökonomie und Sprache".
Gastaufenthalte führten ihn zwischen 1995 und 2012 unter anderem an die Universitäten in Orléans (Frankreich), Stockholm (Schweden), Bergen (Norwegen), München, Canberra (Australian National University), Paris (Université Paris 1 Panthéon-Sorbonne, Frankreich), in Haifa (Israel), Havanna (Kuba), Ramat-Gan (Bar-Ilan-Universität, Israel), Rom (La Sapienza, Italien), Shanghai (Fudan-Universität, China), in Bozen (Freie Universität, Italien) und Wuhan (Universität für Wissenschaft und Technik Zentralchinas).
Bereits 2006 bis 2010 behandelten Bengt-Arne Wickström und Jürgen van Buer jeweils in Vorlesungen und Seminaren an der Humboldt-Universität die Beziehungen zwischen Ökonomie und Sprache.
Wickström bildete dann gemeinsam mit Michele Gazzola und Torsten Templin die Forschungsgruppe „Ökonomie und Sprache“, REAL. Sie hat 2013 die Konferenz „The Economics of Language Policy“, 2015 das Symposium „Economics, Linguistic Justice and Language Policy“ und 2017 das Symposium „Language Skills for Economic and Social Inclusion“ organisiert. Von 2014 bis 2019 war sie an die Kultur-, Sozial- und Bildungswissenschaftliche Fakultät der Humboldt-Universität zu Berlin angebunden und war Teil des interdisziplinären MIME-Projekts (Mobilität und Inklusion in einem vielsprachigen Europa”), welches durch die EU-Kommission gefördert wurde (7. Rahmenprogramm). Seit 2020 ist sie an der Ulster University angesiedelt.
Ziel der Forschungsgruppe ist die Weiterentwicklung und Anwendung des ökonomischen Ansatzes und der Methoden der Politikanalyse in den Sprachwissenschaften. Forschungsschwerpunkte sind Sprachendynamik, Sprachpolitik, Ökonomie der Sprache und Sprachenrechte.

## Redaktionstätigkeit
Bengt-Arne Wickström gehörte den Redaktionsausschüssen mehrerer wirtschaftswissenschaftlicher Zeitschriften an: Journal of Population Economics (1988–2006) und Public Choice (1990–2016).

## Ämter
Bengt-Arne Wickström stellte sich unterschiedlichen Verwaltungsaufgaben und der Mitarbeit in einigen Gremien.
Er nahm seit 1988 verschiedene Aufgaben im Verein für Socialpolitik (VfS) wahr; unter anderem war er 2001–2005 Vorsitzender des Ausschusses für Bevölkerungsökonomie des Vereins und 2005–2009 Vorsitzender des Finanzwissenschaftlichen Ausschusses.
Seit 1992 ist er Senator der Internationalen Akademie der Wissenschaften San Marino (AIS).
Das Symposium europäischer Kommunikationskybernetiker und Interlinguisten mit dem Rahmenthema „Kybernetische Visionen - (Re)Vision der Kybernetik“ im November 1999 an der Humboldt-Universität zu Berlin leitete er sowohl als Gastgeber als auch als Dekan der Sektion Kybernetik der AIS San Marino gemeinsam mit Heinz Lohse (Leipzig), Direktor der Institut für Kybernetik Berlin / Gesellschaft für Kommunikationskybernetik e. V. und Siegfried Piotrowski (Hagen), Präsident des Europa Klub / Gesellschaft für sprachgrenzübergreifende europäische Verständigung e. V.
Von 2001 bis 2003 war Wickström Vizepräsident des Deutschen Instituts für Wirtschaftsforschung (DIW).
Er leistete seinen Beitrag, um die universitären Forschungskooperationen des DIW weiter auszubauen und sowohl die enge Verbindung mit der Berliner Wissenschaftsszene als auch die internationale Vernetzung insbesondere im europäischen Bereich zu erweitern.
Er war Örtlicher Veranstalter der sechsten Jahrestagung der European Society for Population Economics in Gmunden (bei Linz), Österreich (Juni 1992), Vorsitzender des Programmkomitees und örtlicher Veranstalter der Jahrestagung der European Public Choice Society in Berlin (April 2004) und Vorsitzender des Local Organizing Committee der European Association for Research in Industrial Economics(EARIE) in Berlin (September 2004).
Als externer Gutachter und Mitglied der Planungskommission Gesellschaftswissenschaften des Hochschulstrukturkonzeptes der Universität Osnabrück wirkte er 1996.

## Esperanto/Interlinguistik
Bengt Arne-Wickström war privat und in seiner wissenschaftlichen Arbeit mit den Problemen der internationalen sprachlichen Kommunikation unmittelbar konfrontiert. Seine Kinder, die in der Esperanto-Jugend aktiv wurden, wuchsen mit Englisch (Sprache der Mutter), Schwedisch (Muttersprache des Vaters), Norwegisch und Deutsch (Sprachen der Länder, in denen die Familie lebte) auf. Wickström beherrscht außerdem Französisch und Spanisch.
Deshalb interessierten ihn zunehmend Probleme der Mehrsprachigkeit, des Sprachenlernens und der Sprachgerechtigkeit.
Die internationale Sprache Esperanto lernte und verwendete Wickström bereits als Schüler und Gymnasiast in Schweden, aber erst in Norwegen und mit der Teilnahme am Esperanto-Weltkongresses in Warschau 1987 wurde er in der Esperanto-Bewegung aktiv und nutzt die Sprache seitdem für die private und wissenschaftliche Kommunikation.
Er war Mitglied des Organisationskomitees für die Esperanto-Weltkongresse in Bergen (1991) und Wien (1992).
Als Vorsitzender des Örtlichen Kongresskomitees (Loka Kongresa Komitato) leitete er von 1995 bis Mai 1999 die Vorbereitungsarbeiten für den 84. Esperanto-Weltkongress in Berlin (1999), der unter der Schirmherrschaft des früheren Bundespräsidenten Roman Herzog mit mehr als 2700 Esperanto-Sprechern aus 66 Ländern zum Kongressthema „Globalisierung – eine Chance für den Frieden?“ stattfand. Wickström kümmerte sich um das Ehrenkomitee des Kongresses, dem hochrangige Persönlichkeiten aus Politik, Wissenschaft und Kultur angehörten.
Mehr als 190 Einzelveranstaltungen – wissenschaftliche, kulturell-künstlerische und andere – waren in der Durchführungsphase zu koordinieren, in der Wickström Leiter des Kongresszentrums (ICC) war.
Wickström ist seit 1993 Mitglied der Gesellschaft für Interlinguistik. Er hielt Vorträge im Rahmen der Jahrestagungen in Berlin zu den Themen „Ökonomie und Sprache“ (2008), „Sprachplanung und Kosten“ (2016), „Kostenbasierte Sprachplanung“ (2017) und „Prozentregel, Gebietskörperschaft und die erfolgreiche Diskriminierung einer Minderheit: Ein paar Beispiele aus Siebenbürgen und der Südslowakei“ (2019).
Die Vorträge wurden publiziert in den Beiheften zum GIL-Bulletin „Interlinguistische Informationen“, herausgegeben 2009–2010 von Sabine Fiedler und ab 2011 von Cyril Brosch und Sabine Fiedler.
Wickström arbeitet mit anderen GIL-Mitgliedern im Rahmen von Forschungsprojekten zusammen, beispielsweise mit Michele Gazzola, Cyril Brosch und Sabine Fiedler im Projekt MIME. Siehe auch unter Schriften.
Als Gastgeber eröffnete Wickström das gemeinsame Interlinguistik-Kolloquium für Wilhelm Ostwald der Gesellschaft für Interlinguistik, der Wilhelm-Ostwald-Gesellschaft zu Großbothen und der Esperanto-Liga Berlin mit einer Ostwald-Ausstellung des Archivs der Berlin-Brandenburgischen Akademie der Wissenschaften im November 1996 in der Wirtschaftswissenschaftlichen Fakultät der Humboldt-Universität zu Berlin.
Anlass war der Vortrag Ostwalds „Die internationale Hilfssprache und das Esperanto“, gehalten 1906 in der gerade im selben Gebäude neu eröffneten Handels-Hochschule Berlin, die als Hochschuleinrichtung mit betriebswirtschaftlichem Schwerpunkt mit dem 1886 als volkswirtschaftlich orientiertes Universitätsinstitut gegründeten Staatswissenschaftlich-Statistischen Seminar an der Friedrich-Wilhelms-Universität 1946 zur Wirtschaftswissenschaftlichen Fakultät der Humboldt-Universität zu Berlin zusammengeführt wurde.
Mit dem Blick auf die Jubiläen bezog Wickström in seiner Eröffnungsrede die Worte Ostwalds von 1906 „Die Sorge der alten Praktiker, dass der wissenschaftlich gebildete Kaufmann zu gelehrt, das heißt unbrauchbar würde, hat sich als unbegründet erwiesen.“ auch auf die Ausbildung seiner Studenten. Und im Sinne Ostwalds, der feststellte „Das Wesentliche dieser neuen Bewegung liegt in der Erkenntnis, dass der Wissenschaft alle Gebiete des Lebens zugänglich sind.“ betonte Wickström den Wert der Interlinguistik auch für seine Fakultät.

## Persönliches
Bengt-Arne Wickström ist verheiratet mit der US-amerikanischen Sprachlehrerin Judith Wickström-Haber und seit seiner Tätigkeit in Linz österreichischer Staatsbürger. Seine Frau unterrichtet Englisch an der Europa-Universität Viadrina Frankfurt (Oder). Er hat zwei erwachsene Kinder. Sein Sohn David-Emil (geb. 1978 in Bergen) ist Professor an der Popakademie Baden-Württemberg, seine Tochter Anna-Laura (geb. 1980 in Bergen) promovierte Mathematikerin.

## Schriften
- mit Michal Simon: Radio observations of filaments during the eclipses of September 11, 1969 and March 7, 1970. In: Solar Physics 20 (1971), S. 122–129.
- An economic system with changeable preferances. Dissertation. State University of New York at Stony Brook 1975,.93 Seiten.
- mit Peter J. Kalman: A dynamic nonlinear constrained optimal replacement model. In: Naval Research Logistics Quarterly 23 (1976), S. 639–651.
- Prepensely prejudicing preferences: Prologue to a probe of propaganda and proselytizing. In: American Economist 23 (1979), S. 7–15.
- mit Lars Thorlund‐Petersen: Price uncertainty, economies of scale and the competitive firm. In: Economics Letters 9.2 (1982-02), S. 147–151.
- Income redistribution and the demand for social insurance. Social Insurance (Hrsg. L. Söderström). Amsterdam: North-Holland 1983, S. 21–33.
- Economic justice and economic power: An inquiry into distributive justice and political stability. In: Public Choice 43 (1984), S. 225–249.
- mit Richard Dusansky: Money and transaction costs under uncertainty. In: European Journal of Political Economy / Europäische Zeitschrift für Politische Ökonomie 1.1 (1985), S. 21–44.
- Free riders and band wagons: On the optimal supply of public goods. Public Goods and Public Allocation Policy. Reihe: Staatliche Allokationspolitik im marktwirtschaftlichen System, Band 14 (Hrsg.R. Pethig). Frankfurt a. M., Peter Lang Verlag 1985, S. 41–61.
- Steuer und Allokation. Wirtschaftspolitische Blätter,33 (1986), S. 517–526.
- The growth of government and the rise of pressure groups. Efficiency, Institutions, and Economic Policy (Hrsg. R. Pethig und U. Schlieper). Springer-Verlag, Berlin 1987, S. 39–57.
- Ekonomiaj teorioj pri justeco. Scienca revuo, 39(1988), S. 3–16.
- The Norwegian socialsecurity system: Present state and future prospects. In: Essays in law and conomics: Corporations, accident prevention and compensation for losses. Herausgegeben von Roger Faure Michael und van den Bergh. Antwerpen: Maklu Uitgevers, 1989, S. 163–184.
- mit Johann K. Brunner: Politically stable pay-as-you-go pension systems: Why the social-insurance budgetis too small in a democracy. Journal of Economics / Zeitschrift für Nationalökonomie, Suppl. 7(1993), S. 177–190.
- Decentralization and pressuregroup activities. In: Optimal decisions in markets and planned economies. Richard Quandt und Dušan Tříska (Hrsg.), Westview Press, San Francisco 1990, S. 189–196.
- Editorial: Symposium on: Social Insurance Economics. In: Journal of Population Economics 8.2, (1995-05), S. 135.
- (Hrsg.): Symposium on: Social Insurance Economics. In: Journal of Population Economics 8.2 (199505), S. 135–221.
- mit Werner Güth und Martin Strobel: Equilibrium selection in linguistic games: Kial ni (ne) parolas esperanton? In: Understanding strategic interaction: Essays in honor of Reinhard Selten. Wulf Albers, Werner Güth, Peter Hammerstein, Benny Moldovanu und Eric Van Damme (Hrsg.), Springer, Berlin 1997, S. 257–269.
- Was ist Gerechtigkeit zwischen Generationen? Beziehungen zwischen Generationen (Hrsg. Ch. Badelt). Schriftenreihe des ÖIF, 4(1997) Wien, S. 47–57.
- Comment on “The politics of European federalism”. In: Constitutional law and economics of the European Union. Dieter Schmidtchen und Robert R. Cooter (Hrsg.). Edward Elgar, Cheltenham 1997, S. 105–107.
- Kio estas kostoj kaj utilo de lingvouzo? La kostoj de la eŭropa lingva (ne-)komunikado. (R. Selten, Hrsg.). „Esperanto“ radikala asocio, Rom 1997, 5–13. Und in: Esperanto – Sprache und Kultur in Berlin, Jubiläumsbuch 1903 - 2003, Redaktion: Fritz Wollenberg, Esperanto-Liga Berlin (Hrsg.), Mondial, New York – Berlin 2006, S. 203–215, Esperanto mit Resümee in Deutsch – ISBN 978-1-59569-043-2.
- Regulation of natural monopoly: A public-choice perspective. Approaches to and Dilemmas in Economic Regulation. Politics, Economics and Dynamics (Hrsg. A. Midttun und E. Svindland.), Palgrave Publishers, Houndmills und New York 2001, S. 55–73.
- mit T. Brück (Hrsg.): The economic consequences of terror European Journal of Political Economy, 20 (2004), S. 291–515.
- Can bilingualism be dynamically stable? A simple model of language choice. Rationality and Society, 17(2005), S. 81–115.
- Fairness, rights, and language rights: On the fair treatment of linguistic minorities. Public Economics and Public Choice. Contributions in Honor of Charles B. Blankart (Hrsg. P. Baake und R. Borck). Springer, Berlin 2007, S. 81–102.
- Ekonomiko kaj lingvo. Internacia kongresa universitato, 61a sesio (Hrsg. José Antonio Vergara). UEA, Rotterdam 2008, S. 13–24.
- Ökonomie und Sprache. Interlinguistische Informationen, Beiheft 16 (Hrsg. Sabine Fiedler), Gesellschaft für Interlinguistik, Berlin 2009, S. 137–156.
- Finanzpolitik und Schattenwirtschaft. (Reihe: Schriften des Vereins für Socialpolitik.) Neue Folge, Band 324 (Hrsg.), Duncker & Humblot, Berlin 2010, 196 Seiten.
- Lingvaj rajtoj kaj lingva justeco. In: La arto labori kune. Festlibro por Humphrey Tonkin (Hrsg. Detlev Blanke und Ulrich Lins). UEA, Rotterdam 2010, S. 97–103.
- Öffentliche Finanzen, Fiskalwettbewerb, Nachhaltigkeit und soziale Wohlfahrt. Reihe: Schriften des Vereins für Socialpolitik. Neue Folge, Band 330. (Hrsg.). Duncker & Humblot, Berlin 2011, 239 Seiten.
- Die Sprache als erneuerbare Ressource: Die Kapazität verschiedener Sprachen, fremde Elemente zu nostrifizieren. In: Florilegium Interlinguisticum. Festschrift für Detlev Blanke zum 70. Geburtstag (Hrsg. Cyril Brosch und Sabine Fiedler), Peter Lang, Frankfurt am Main 2011, S. 193–208.
- Rechte für ethnische Minderheiten und Einwanderung / Rajtoj de etnaj malplimultoj kaj enmigrado. In: Littera scripta manet. Serta in honorem Helmar Frank (Hrsg. Věra Barandovská-Frank). Akademia libroservo, Paderborn 2013, S. 718–728.
- Nachhaltiges Überleben von Minderheitensprachen: eine Übersicht einiger Modelle. In: Dogma und Evolution. Beiträge zum 60. Geburtstag von Dietmar Meyer. (Hrsg. Jörg Dötsch). Metropolis-Verlag, Marburg 2014, S. 101–126.
- mit Michele Gazzola und François Grin: A concise bibliography of language economics. In: The economics of language policy. Michele Gazzola und Bengt‐Arne Wickström (Hrsg.). MIT Press, Cambridge 2016. Kapitel 2, S. 53–92.
- mit Michele Gazzola (Hrsg.) The economics of language policy. MIT Press, Cambridge 2016
- English-only language policy: The road to provincialism? In: Acta universitatis sapientiae, European and regional studies. 9, 1(2016), S. 71–76.
- Lingvopolitiko kaj kostoj. Perspectives of language communication in the EU (Hrsg. Dominika Tekeliová). Constantin the Philosopher University of Nitra – Faculty of Central European Studies, Nitra 2016, S. 125–138.
- Lingva justeco: Optimumaj minoritataj rajtoj kaj ilia realigo. In: Internacia kongresa universitato, 69a sesio. José Antonio Vergara und Alexandre André (Hrsg.). Universala Esperanto-Asocio, Rotterdam 2016, S. 5–16.
- mit Michele Gazzola und Sabrina Hahm: Sind Fremdsprachenkenntnisse mit dem Einkommen und der Beschäftigung verbunden? Empirische Evidenz aus Deutschland und aus der Welt. In: Jahrbuch der Gesellschaft für Interlinguistik (Hrsg. Cyril Robert Brosch und Sabine Fiedler), Leipziger Universitätsverlag GmbH, Leipzig 2018.
- mit Torsten Templin und Michele Gazzola: How important is demolinguistic concentration for the survival of minority languages in a world of increasing mobility? In: The MIME vademecum: Mobility and inclusion in multilingual Europe. François Grin, Manuel Célio Conceição, Peter A. Kraus, László Marácz, Žaneta Ozolina, Nike K. Pokorn und Anthony Pym (Hrsg.). MIME Project, Geneva 2018. Kapitel 17, S. 64–65.
- mit Michele Gazzola und Torsten Templin (Hrsg.): Language skills, the labour market, and socioeconomic integration: Selected papers from a colloquium at Humboldt-Universität zu Berlin, October 2017. In: Empirica 46.4 (2019), S. 617–795.
- The percentage rule for minority language rights: Inadequate or discriminatory. In: Język, Komunikacja, Informacja 14 (2019). Ilona Koutny und Ida Stria (Hrsg.), S. 72–84.
- On the political economy of minority rights. Three ways to manipulate a minority: Goals, rules, and border poles. In: European Journal of Political Economy (2020): 101894.